# 鍋島直之
鍋島 直之（なべしま なおゆき）は、江戸時代前期から中期にかけての外様大名。肥前国蓮池藩2代藩主。官位は従五位下・摂津守。5万2600石を領した（ただし蓮池藩は独立した藩ではなく佐賀藩35万7000石のうちからの内分知行であった）。

## 生涯
寛永20年（1643年）1月18日、初代藩主・鍋島直澄の次男として江戸麻布邸にて誕生。幼名・通称は千熊丸。号は了関
明暦2年（1656年）に初めて4代将軍徳川家綱に御目見する。万治3年（1660年）には本家の佐賀藩主・鍋島光茂（異父兄かつ従兄にあたる）にも拝謁して忠誠を誓う誓詞を提出した。寛文5年（1665年）、父の隠居により家督を相続した。
しかし、蓮池藩はあくまで佐賀藩の内分から領地を持っているに過ぎないので、佐賀鍋島家では独立した分家大名家とは認めず、あくまで直之も佐賀鍋島家家臣として扱った。直之は徐々に鍋島本家への不満を高め、本家からの独立を企図するようになり、本家との関係を悪くしていく。天和元年（1681年）、直之が本家の許可を得ずして独断で幕府に太刀と馬代を献上した際には、鍋島本家から厳しく咎められた。
直之はこれに対抗し、他の支藩の小城藩主・鍋島直能、鹿島藩主・鍋島直條らと連名して、支藩の独立性を認めない鍋島本家の専横を批判する抗議書を提出した。しかし本家当主の光茂は、こうした分離主義の動きには徹底弾圧の姿勢で臨み、天和3年（1683年）にはこれみよがしに「三家格式」なる法令を発令して、三支藩の藩主は佐賀鍋島家の家臣に過ぎないことを改めて内外に示した。ここに佐賀藩と蓮池藩の関係は、親戚筋でありながら最悪なものに至った。
その後も本家からの独立・関係改善に苦心したが、宝永5年（1708年）1月に高齢のために隠居し、弟で養嗣子の直称に家督を譲った。享保10年（1725年）4月28日に蓮池で死去した。享年83。鍋島家宗廟の宗眼寺に葬られた。

## 系譜
父母
- 鍋島直澄（父）
- ムリ姫、恵照院 ー 松平忠明の娘（母）

正室、継室
- 諫早茂敬の娘（正室）
- 鍋島光茂の養女 ー 榊原照清の娘（継室）

子女
- 鍋島直富（次男）生母は継室

養子
- 鍋島直称 ー 実弟